# Прогресс (футбольный клуб, Оренбург)
«Прогресс» — бывший советский футбольный клуб из Оренбурга. Неоднократный чемпион и обладатель Кубка Оренбургской области. Провёл один сезон (1989) в соревнованиях команд мастеров.

## История
Основан не позднее 1974 года. Выступал на стадионе «Прогресс» (Оренбург, Проспект Победы, 136). В первые годы своего существования выступал в региональных соревнованиях, в этот период неоднократно выигрывал чемпионат и Кубок Оренбургской области. В 1987—1988 и 1990 годах участвовал в первенстве РСФСР среди коллективов физкультуры, в 1988 году стал победителем зонального турнира КФК в Уральской зоне.
В 1989 году единственный раз в истории принимал участие в соревнованиях мастеров, во второй зоне Второй лиги. Команда выступила неудачно, заняв 21-е место среди 22 участников, выиграв 7 матчей, сыграв вничью 3 и проиграв 32. Самое крупное поражение «Прогресс» потерпел от пермской «Звезды» (1:9), а самую крупную победу одержал над «МЦОП-Металлургом» из Верхней Пышмы (4:1). Тренером команды в этом сезоне был Юрий Олегович Тамбовцев, лучшим бомбардиром стал Вячеслав Евсин (8 голов). По окончании сезона «Прогресс» уступил место в соревнованиях мастеров землякам из «Газовика».
В 1990 году команда выступала в соревнованиях КФК, а в 1991 году вернулась на уровень областных соревнований и в последний раз в истории завоевала Кубок области. О дальнейшем существовании клуба сведений нет.

## Достижения
- Победитель зоны «Урал» КФК РСФСР: 1988
- Чемпион Оренбургской области (5): 1977, 1981, 1982, 1983, 1986[1]
- Серебряный призёр чемпионата Оренбургской области (1): 1980
- Бронзовый призёр чемпионата Оренбургской области (2): 1974, 1975
- Обладатель Кубка Оренбургской области (7): 1974, 1975, 1982, 1983, 1984, 1985, 1991

## Тренеры
- Тамбовцев, Юрий Олегович (1987—1989)